# Lijst van beschermd erfgoed in Attert
Onderstaande tabel geeft een overzicht van de beschermde erfgoederen in de gemeente Attert. Het beschermd erfgoed maakt deel uit van het cultureel erfgoed in België.
| Object | Bouwjaar/architect | Deelgemeente | Adres                  | Coördinaten                   | Nummer?                | Afbeelding                                                                         |
| --- | ------------------ | ------------ | ---------------------- | ----------------------------- | ---------------------- | ---------------------------------------------------------------------------------- |
| Voormalige Sint-Stephanuskerk (M) | 1587               | Attert       | Rue des Deux Églises   | 49° 45' 1" NB, 5° 47' 15" OL  | 81003-CLT-0002-01 Info | Voormalige Sint-Stephanuskerk (M)                                                  |
| Fragment van kruisweg (M) |                    | Thiaumont    | Lottert                | 49° 42' 42" NB, 5° 43' 34" OL | 81003-CLT-0003-01 Info |                                                                                    |
| Calvarie van Tattert (M) |                    | Thiaumont    | Tattert                | 49° 42' 50" NB, 5° 44' 16" OL | 81003-CLT-0004-01 Info |                                                                                    |
| Calvarie (M) |                    | Thiaumont    | Lischert               | 49° 43' 16" NB, 5° 45' 22" OL | 81003-CLT-0005-01 Info |                                                                                    |
| Calvarie (M) |                    | Tontelange   |                        | 49° 43' 35" NB, 5° 48' 34" OL | 81003-CLT-0006-01 Info |                                                                                    |
| Calvarie (M) |                    | Tontelange   |                        | 49° 43' 32" NB, 5° 48' 31" OL | 81003-CLT-0007-01 Info |                                                                                    |
| Domein Poncelet, heden gemeentehuis (M) ensemble van deze gebouwen en omgeving (S)                                                                    |                    | Attert       | Voie de la Liberté 107 | 49° 45' 7" NB, 5° 47' 5" OL   | 81003-CLT-0008-01 Info | Domein Poncelet, heden gemeentehuis (M) ensemble van deze gebouwen en omgeving (S) |
| Ensemble van drie dolines en een grasveld met franjegentiaan (S)                                                                                      |                    | Attert       |                        | 49° 43' 27" NB, 5° 43' 32" OL | 81003-CLT-0009-01 Info | Ensemble van drie dolines en een grasveld met franjegentiaan (S)                   |
| Calvarie op het kerkhof rond de voormalige Sint-Stephanuskerk (M)                                                                                     |                    | Attert       |                        | 49° 45' 1" NB, 5° 47' 16" OL  | 81003-CLT-0010-01 Info |                                                                                    |
| Calvarie (M) |                    | Thiaumont    | Tattert                | 49° 42' 45" NB, 5° 44' 16" OL | 81003-CLT-0011-01 Info |                                                                                    |
| Kapel van Sint-Cosmas en -Damianus met kruis der Onschuldigen, kerkhofmuur, toegangshek (M) ensemble gevormd door deze monumenten en hun omgeving (S) |                    | Tontelange   | Metzert                | 49° 43' 29" NB, 5° 47' 27" OL | 81003-CLT-0012-01 Info |                                                                                    |